# Église Saint-Joseph de Ratisbonne

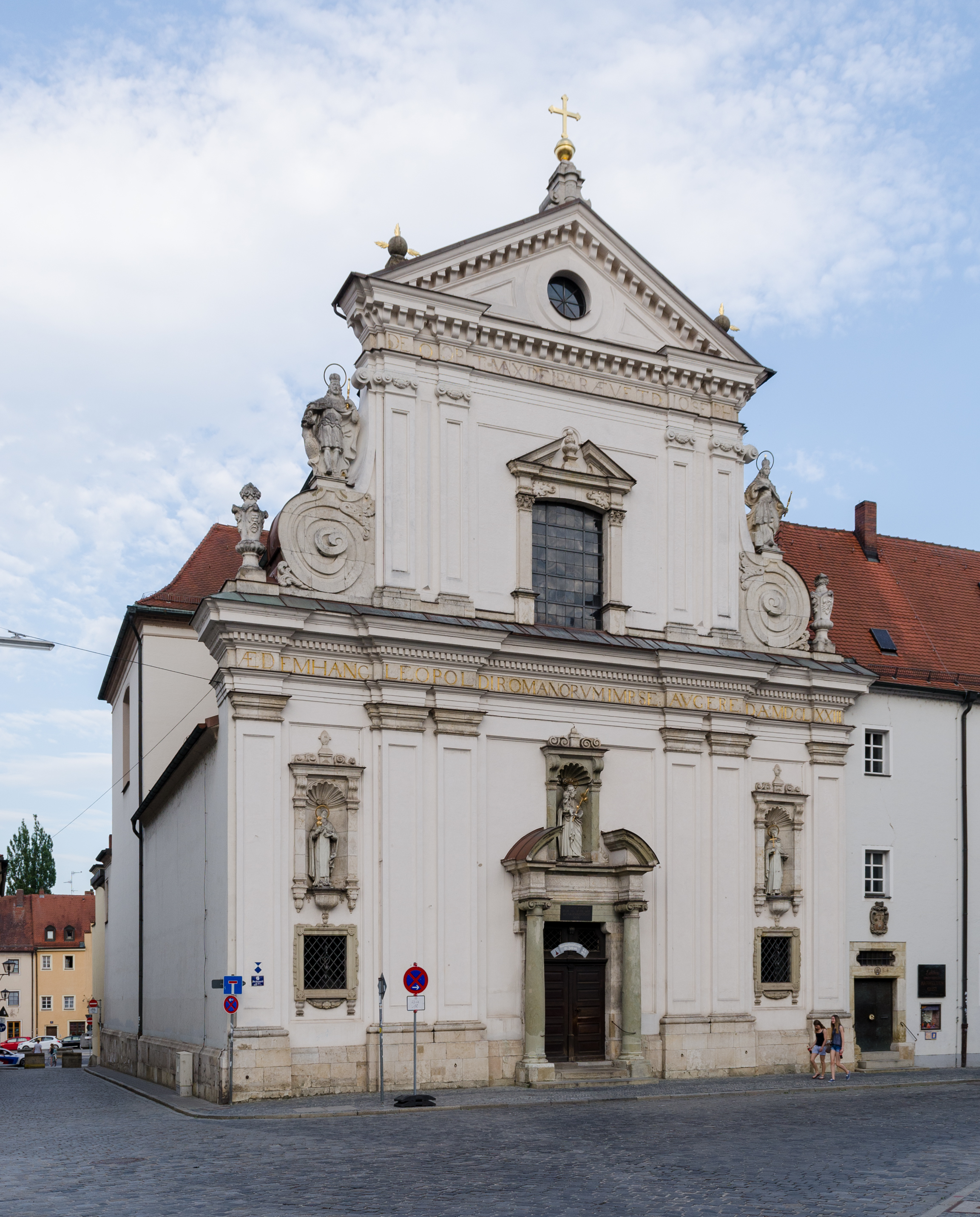
Église Saint-Joseph de Ratisbonne.

L'église Saint-Joseph (Karmelitenkirche St. Josef) est une église catholique située en Bavière à Ratisbonne, qui donne sur la plance de l'Alter Kornmarkt dans la vieille ville. Cette église baroque construite de 1660 à 1673 dessert le couvent des carmélites de Ratisbonne. C'est aujourd'hui un lieu où les horaires de confession sont les plus étendus du diocèse.

## Histoire
Après le transfert du monastère des Carmélites de l'ancienne commanderie johannite de Saint-Léonard de Ratisbonne à son emplacement actuel sur la place du vieux marché ax Blé (Alter Kornmarkt) en 1641, il a fallu surmonter des difficultés financières avant de construire l'église, en faisant appel aux dons de l'empereur, de la noblesse et des bourgeois de Ratisbonne. Les travaux démarrent en 1660, selon les plans d'un architecte italien dont le nom ne nous est pas parvenu. Il pourrait s'agir de Carlo Lurago ou d'Antonio Petrini qui ont été actifs en Bohême et en Franconie. La construction s'achève en 1673. Un an plus tôt, l'église est consacrée à saint Joseph.
Le couvent des carmélites est dispersé et sécularisé par l'État en 1812. L'église est profanée et sert d'entrepôt des péages et octrois. Son décor baroque disparaît et le maître-autel est vendu à l'église paroissiale de Schärding en Haute-Autriche. L'église est restaurée à partir de 1835 avec des autels baroques achetés à d'autres églises. Elle est de nouveau consacrée le 24  novembre 1836. 
L'église sert aujourd'hui depuis 1936 de haut-lieu de confession et d'adoration du Saint Sacrement, et elle a la particularité de ne pas avoir interrompu cette fonction sous le Troisième Reich. L'église et le couvent sont légèrement endommagés (vitres brisées et trous dans la toiture par exemple) par les bombardements alliés du 20 octobre 1944, et les dommages sont rapidement réparés.

## Architecte

### Extérieur
L'église des Carmélites forme l'extrémité Est de la place de l'Alter Kornmarkt dans la vieille ville de Ratisbonne. En conséquence, la façade ouest, dans le style du baroque italien, forme la face avant de l'église. Le portail disposé au centre est encadré par deux colonnes ioniques qui supportent un fronton brisé dans lequel se trouve une niche en coquille montrant une statue de saint Joseph portant l'Enfant Jésus. Deux autres niches de coquille sont disposées à l'extérieur. Celles-ci contiennent les figures de sainte Thérèse d'Ávila et de saint Jean de la Croix, le saint patron des carmélites déchaussées. Sous ces niches se trouvent deux petites fenêtres grillagées dans des cadres en pierre. Cette zone de façade inférieure est divisée par six pilastres - dont deux paires de pilastres qui encadrent le portail - qui supportent une corniche. Sur le côté, il y a des vases et des volutes avec des figures du couple royal Henri et Cunégonde qui en 1002 fondèrent la collégiale Notre-Dame-de-la-Vieille-Chapelle de Ratisbonne. Au-dessus de la corniche, la fenêtre derrière la tribune d'orgue est disposée au milieu ; elle est flanquée de deux pilastres disposés par paires. Cette partie supérieure légèrement plus étroite de la façade est couronnée par un pignon triangulaire contenant une petite fenêtre ronde. 
La forme structurelle de l'église, qui est orientée, ressemble extérieurement à celle d'une basilique médiévale avec transept selon un plan cruciforme. Le toit en bâtière, forme un toit en croupe sur les côtés avant du transept. Les prolongements inférieurs de la nef, qui ont un toit en terrasse plat, ne concernent pas les bas-côtés, mais plutôt une série de chapelles latérales. Cela donne à la nef la même expansion nord-sud que le transept. On trouve un plan similaire pour l'église conventuelle Notre-Dame-de-l'Assomption de Rohr en Basse-Bavière, dans l'arrondissement de Kelheim.
La sacristie est rattachée au chœur. La tour baroque, située dans le coin Sud-Est de l'église, a été achevée en 1681. De l'extérieur du bâtiment du monastère, seule la partie supérieure de la tour est visible depuis le plancher de la cloche. Cet étage carré est délimité en haut et en bas par une corniche multi-profilée. Entre les deux, il y a de hautes ouvertures rectangulaires et arrondies avec des balustrades et une horloge de tous les côtés. Le sommet de la tour est formé par un double bulbe avec une grande lanterne, couronnée par une boule et une croix.

### Intérieur

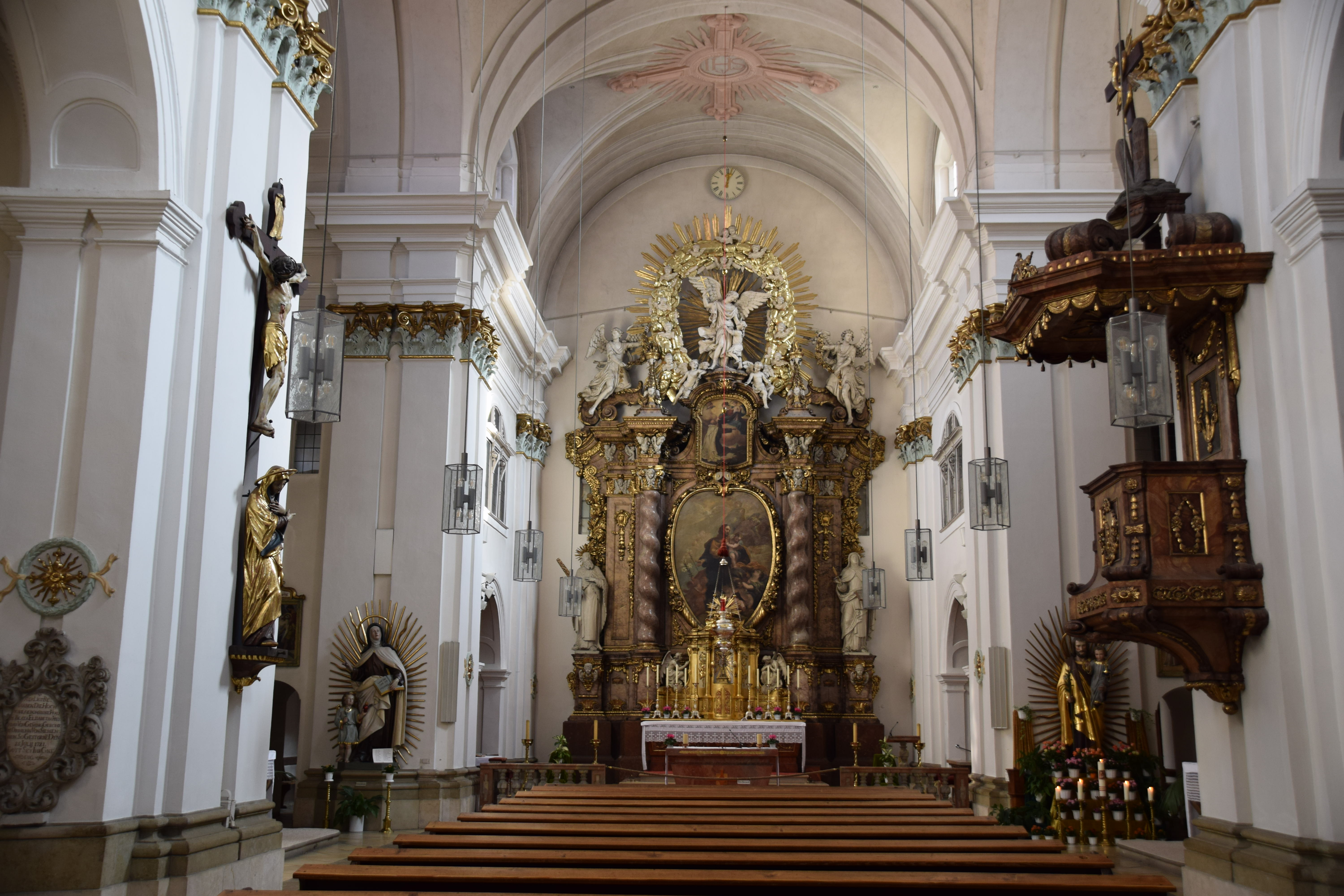
Intérieur.

À l'intérieur, l'église des Carmélites se présente avec une nef à deux travées et demie, avec une voûte en berceau soutenue par de puissants piliers entre lesquels se trouvent des chapelle latérales nettement inférieures. Les autels Ceux-ci sont séparés de la nef par de généreux arcs ronds et sont reliés les uns aux autres par des couloirs en arc rond. 
Au-dessus des chapelles latérales, un entablement coudé, qui n'est interrompu que sur le mur Ouest, entoure toutes les parties principales de l'église. Il semble être soutenu par des doubles pilastres avec des chapiteaux corinthiens placés devant les pilastres. Au-dessus de l'entablement se trouvent les fenêtres encastrées dans les capuchons des lancettes. Le transept, également équipé d'autels, et le chœur, qui contient le maître-autel, ont la même hauteur que la nef et ont également des fenêtres à la même hauteur. Le chœur, qui est séparé de la nef par un banc de communion, n'a qu'un seul joug et une extrémité droite. 

## Mobilier et décor

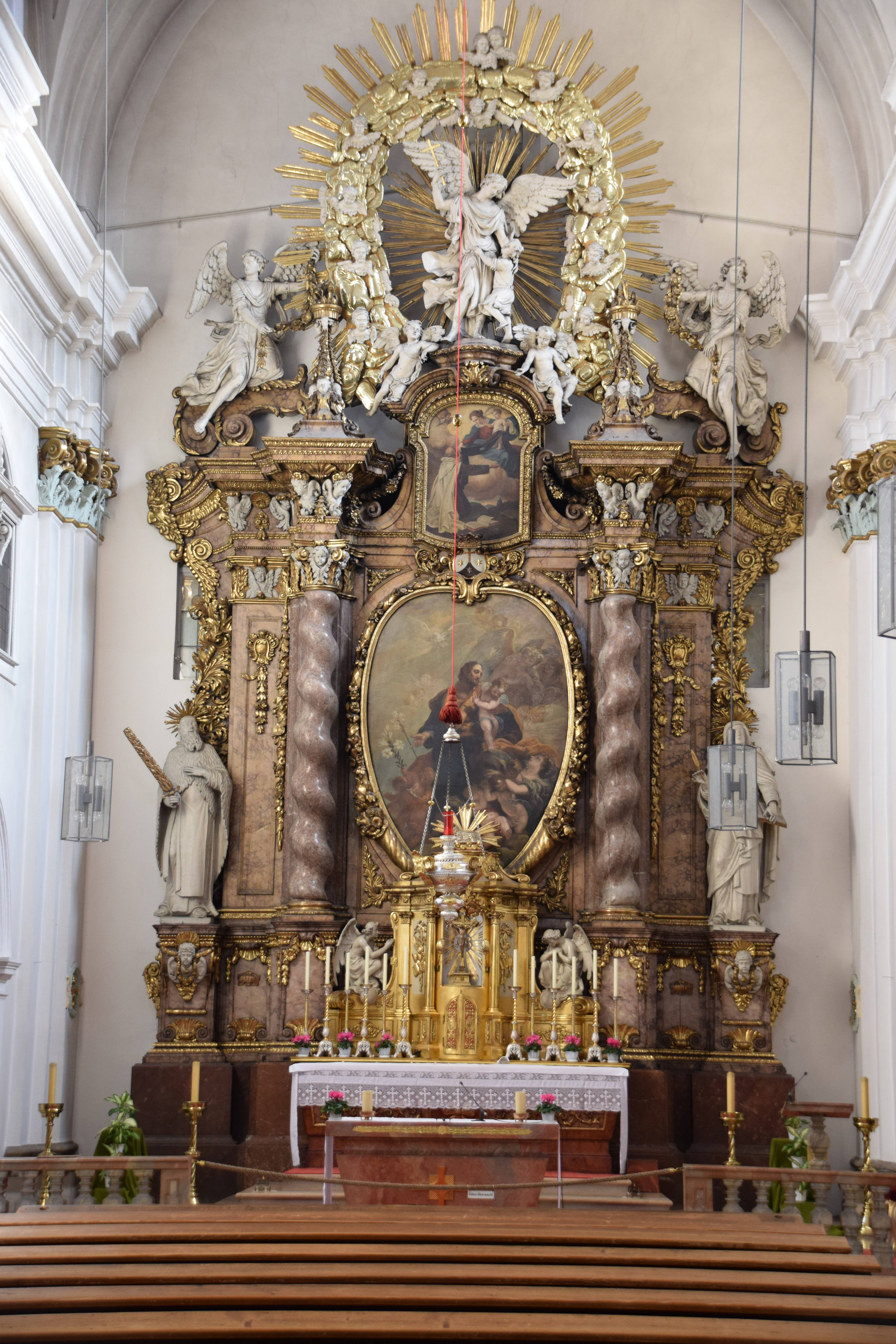
Maître-autel.

### Maître-autel
Le somptueux maître-autel provient du mobilier baroque de la cathédrale de Ratisbonne, mobilier qui a été enlevé de la cathédrale. Au-dessus de la table d'autel, s'élève le tabernacle richement décoré et doré avec une niche flanqué de deux anges adorateurs. La structure majestueuse de l'autel est soutenue par deux pilastres et deux colonnes sinueuses qui encadrent le tableau principal. Il s'agit d'une peinture à l'huile de Saint Joseph avec l'Enfant Jésus, qui est en forme de médaillon, et est entourée d'un cartouche avec au-dessus les armoiries du carmel thérésien.
Au-dessus, une petite œuvre montre le scapulaire remis au bienheureux Simon Stock par la Vierge. L'autel est surmonté d'un puissant ange gardien qui se tient sur un piédestal au-dessus du petit tableau. Le personnage est entouré d'un halo et entouré d'un anneau de nuages richement dorés, d'où jaillissent de nombreux putti. Les figures latérales, qui se dressent sur les hauts socles extérieurs et flanquent ainsi la structure de l'autel, représentent le prophète Élie, qui est particulièrement vénéré par les carmélites, et sainte Thérèse d'Ávila, fondatrice des carmélites déchaussées. 

### Autels latéraux
L'église possède en plus du maître-autel, six autels de chapelles latérales. Les deux premiers autels latéraux à l'extrémité des bras du transept sont dédiés à Notre-Dame du Mont-Carmel (à droite) et à Sainte-Anne (à gauche). Alors qu'il y a une Vierge au scapulaire avec l'Enfant Jésus et des anges chanteurs datant de l'entre-deux-guerres sur l'autel de cette première chapelle, la chapelle Sainte-Anne montre une statue du  Sacré-Cœur sur son autel. Comme le maître-autel, ces autels proviennent de l'ancien mobilier baroque de la cathédrale de Ratisbonne. 
Les autres autels du côté Est sont de goût baroque et datent du XIXe siècle, provenant du couvent des Augustins de Ratisbonne. Ils sont dédiés à sainte Thérèse d'Avila (droite) et à saint Paul de la Croix (gauche). Les autels latéraux  du fond proviennent de l'église paroissiale Saint-Cassien de Ratisbonne. L'autel de gauche montre Jésus déposé de la Croix devant la Mater Dolorosa. L'autel de droite montre une copie en cire de l'Enfant Jésus de Prague. 

### Divers
Des deux côtés du banc de communion il y a de grandes statues de saint Joseph et de sainte Thérèse d'Avila, chacune avec un halo derrière elles. Les quatorze petites scènes du chemin de croix ont été créées par le peintre Weiniger de Reinhausen en 1921. Il y a une image de sainte Thérèse de Lisieux sur le pilier à côté de l'autel de l'Enfant-Jésus de Prague et une image de la Vierge des Douleurs sur le pilier à côté du retable . Sous la tribune d'orgue, l'on place la crèche annuelle.
Le fond de l'église est fermé par une grille délicatement ouvragée.

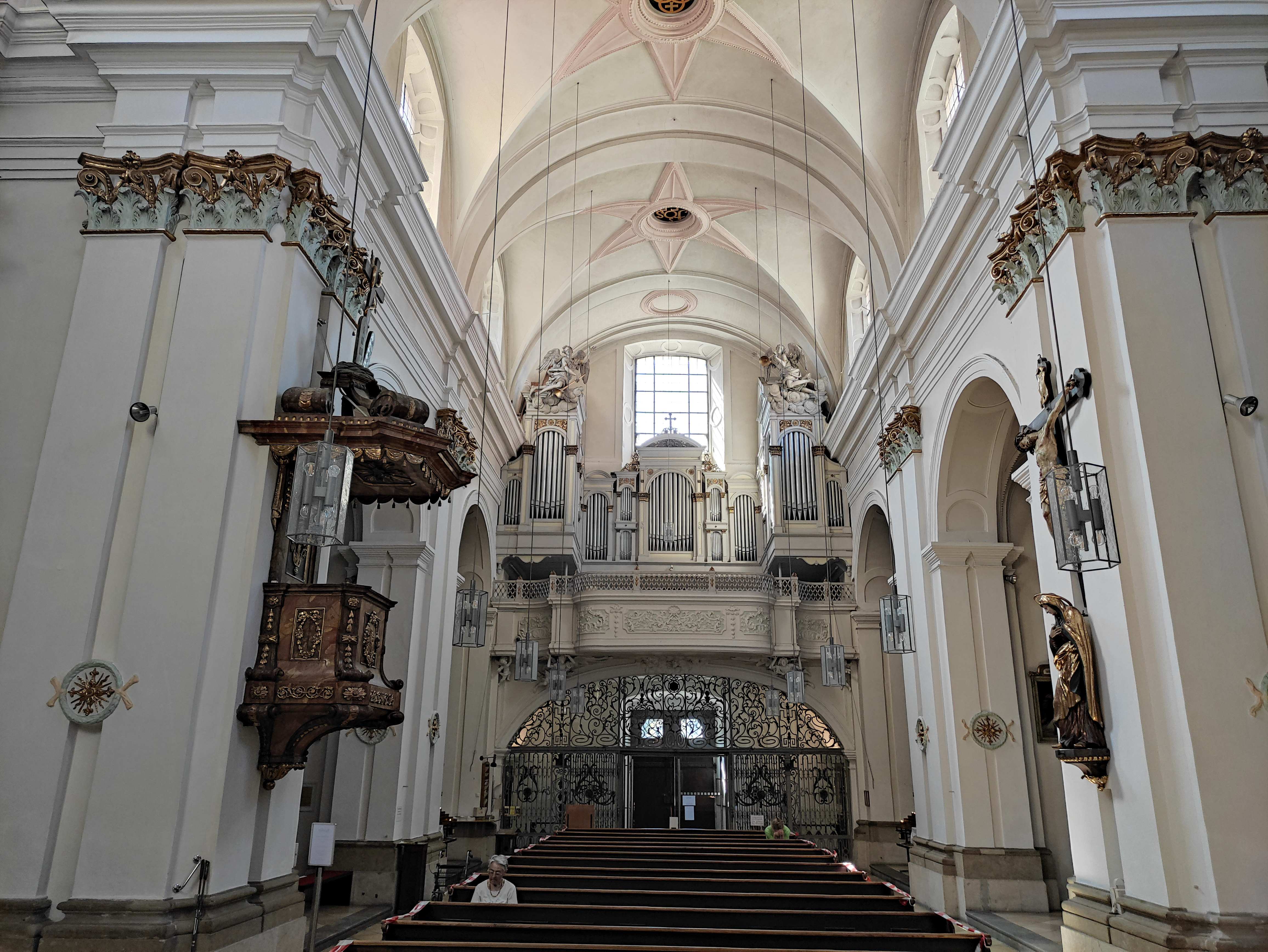
Fond de l'église avec la tribune de l'orgue et la grille.

### Orgue
| I. Manual C–g3 |             |                |
| 1.             | Bourdon     | 16′ (S)        |
| 2.             | Principal   | 8′ (S)         |
| 3.             | Gambe       | 8′ (S)         |
| 4.             | Dolce       | 8′ (B)         |
| 5.             | Gedackt     | 8′ (B)         |
| 6.             | Octave      | 4′ (S)         |
| 7.             | Superoctave | 2′ (H)         |
| 8.             | Mixtur      | 2, 2, 3′ (S/B) |

| II. Manual C–g3 |            |               |
| 9.              | Gemshorn   | 8′ (B)        |
| 10.             | Quintadena | 8′ (B)        |
| 11.             | Nachthorn  | 4′ (B)        |
| 12.             | Terz       | 1, 3, 5′ (H?) |
| 13.             | Clarinette | 8′ (S)        |

| III. Manual C–g3 |                 |              |
| 14.              | Geigenprinzipal | 8′ (B)       |
| 15.              | Soloflöte       | 8′ (B)       |
| 16.              | Salicional      | 8′ (B)       |
| 17.              | Aeoline         | 8′ (B)       |
| 18.              | Vox coeleste    | 8′ (B)       |
| 19.              | Traversflöte    | 4′ (B)       |
| 20.              | Blockflöte      | 2′ (B)       |
| 21.              | Cornettino      | 2, 2, 3′ (B) |
| 22.              | Trompete        | 8′ (B)       |

| Pedal C–f1 |            |           |
| 23.        | Subbaß     | 16′ (B/S) |
|            | Bourdonbaß | 16′       |
| 24.        | Violonbaß  | 16′ (B/S) |
| 25.        | Cello      | 8′ (B)    |
| 26.        | Posaune    | 16′ (B/S) |

- Anmerkungen: S = Steinmeyer, B = Binder, H = Hirnschodt

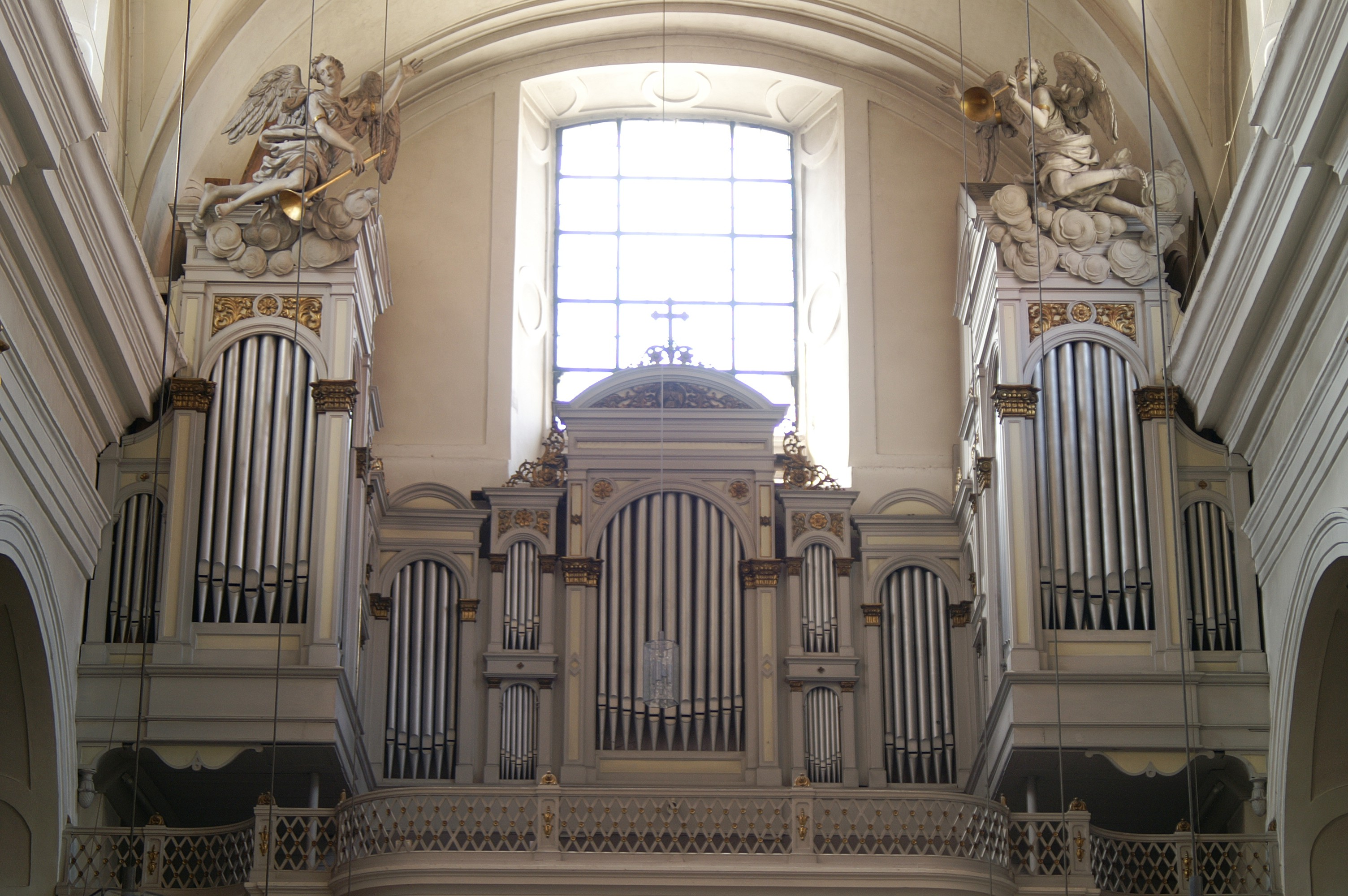
L'orgue de Siemann.

- Koppeln: II/I, III/I, III/II, I/P, II/P, III/P

Suboktavkoppeln: II/I, III/I
Superoktavkoppeln: II/I, III/I, II/II, III/III, III/P
- Spielhilfen: vier Feste Kombinationen

## Traditions à l'église des Carmélites
Quelques traditions sont encore maintenues à l'église des Carmélites. La plus connue est celle de la dévotion à l'Enfant Jésus (Christkindl) ; c'est une neuvaine les neuf jours avant Noël (du 16 au 24 décembre inclus), qui est tenue par divers hauts dignitaires spirituels de la ville et le dernier jour par l'évêque lui-même. Le point central de cette neuvaine est la dévotion à l'image miraculeuse de l'Enfant Jésus de Prague. Pour le réveillon de Noël, il est mené en procession au son de la « marche du Christkindl » sur le maître-autel. Les dévotions sont encadrées par des groupes de musique folklorique de la région. Cette tradition remonte à la fondation de la princesse de Lobkowitz en 1697.
Les neuf mercredis précédant la solennité de Saint Joseph, célébrée le 19 mars, ont lieu les mercredis de Saint Joseph. On y célèbre un office le matin et un office le soir. Cette neuvaine remonte à une fondation du prêtre Josef Höfelmayer de l'année 1782. 
Une prière au scapulaire a lieu le deuxième dimanche de chaque mois. L'église est également une église populaire pour recevoir le sacrement de pénitence (confession) et adorer le Saint Sacrement plusieurs heures chaque jour. Deux messes sont célébrées chaque jour de la semaine par des pères carmes. 